# Stinkmussling
Stinkmussling (Phyllotopsis nidulans) är en svampart som först beskrevs av Christiaan Hendrik Persoon, och fick sitt nu gällande namn av Rolf Singer 1936. Enligt Catalogue of Life ingår Stinkmussling i släktet Phyllotopsis,  och familjen Tricholomataceae, men enligt Dyntaxa är tillhörigheten istället släktet Phyllotopsis,  och familjen mattsvampar. Arten är reproducerande i Sverige. Inga underarter finns listade i Catalogue of Life.

## Källor

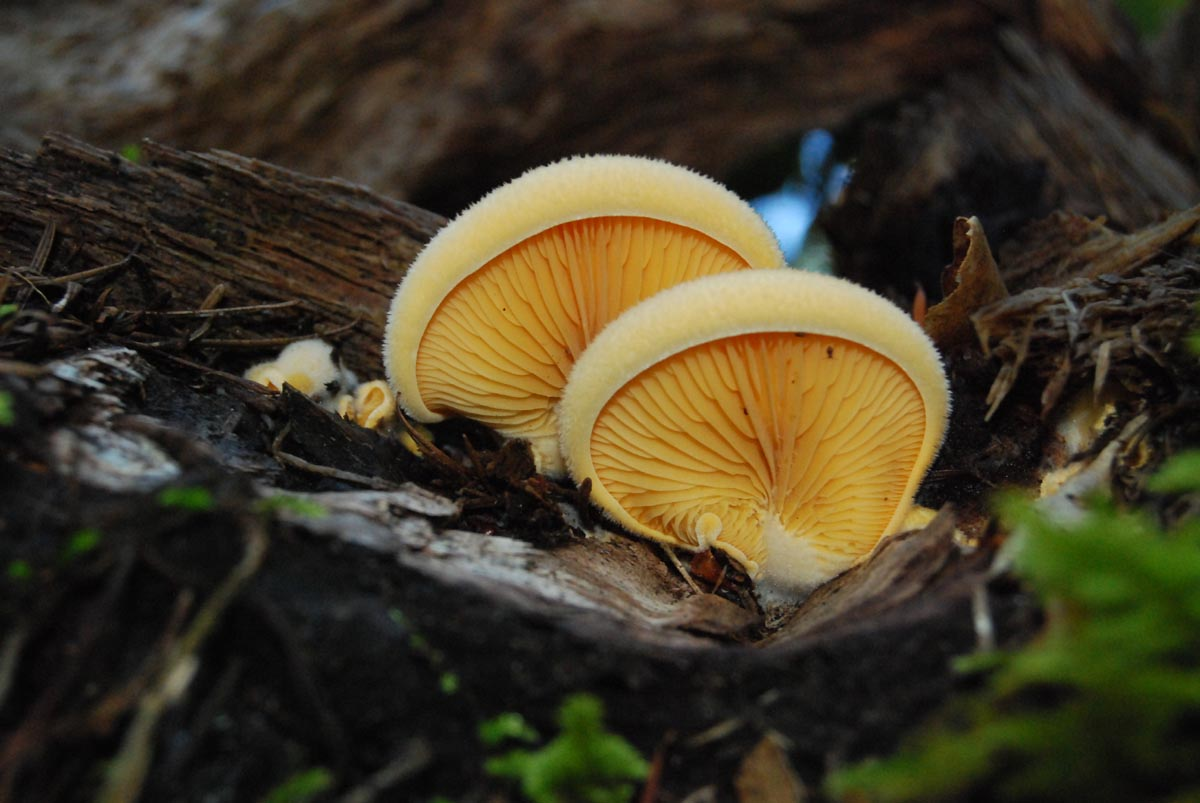
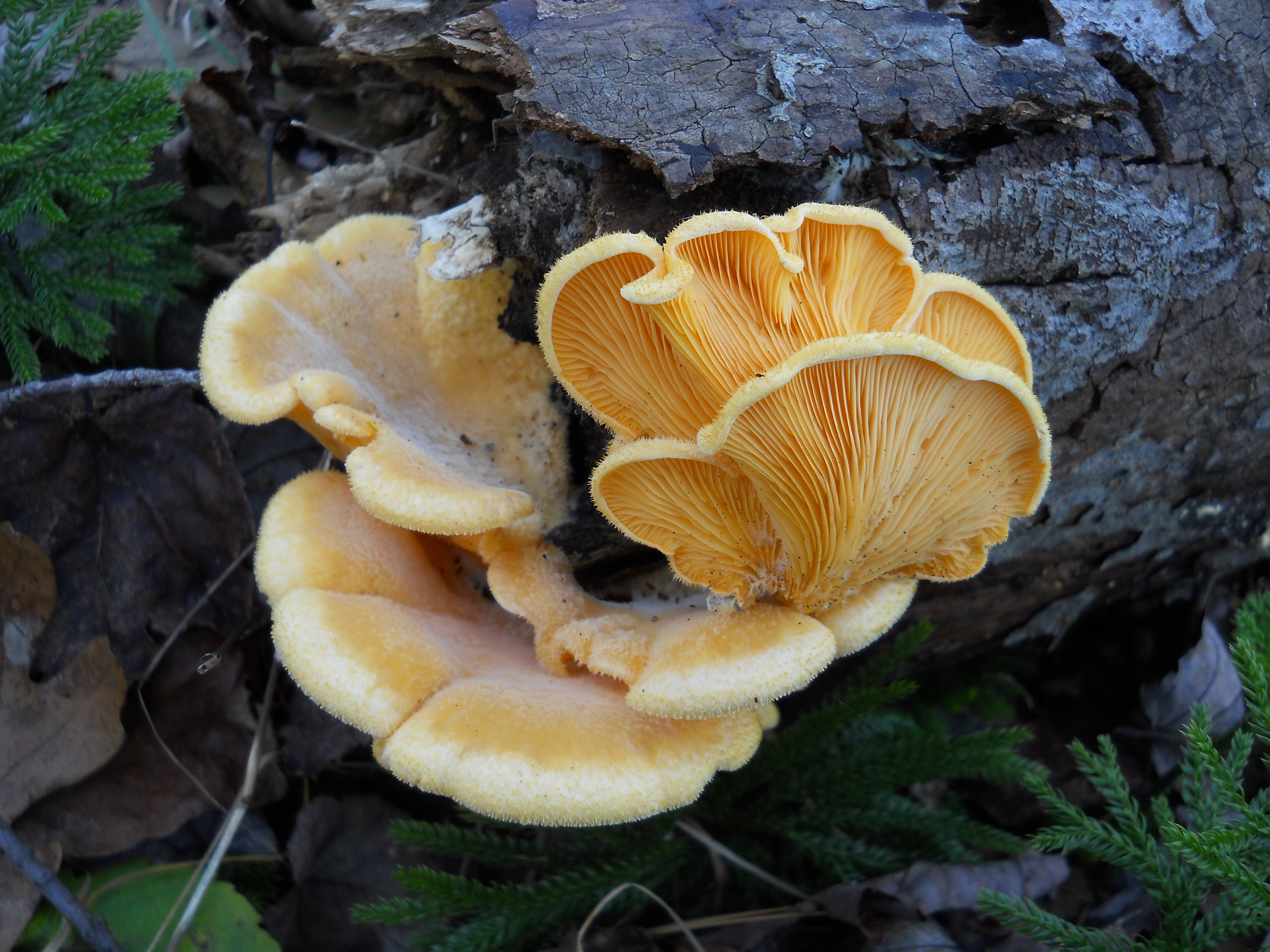
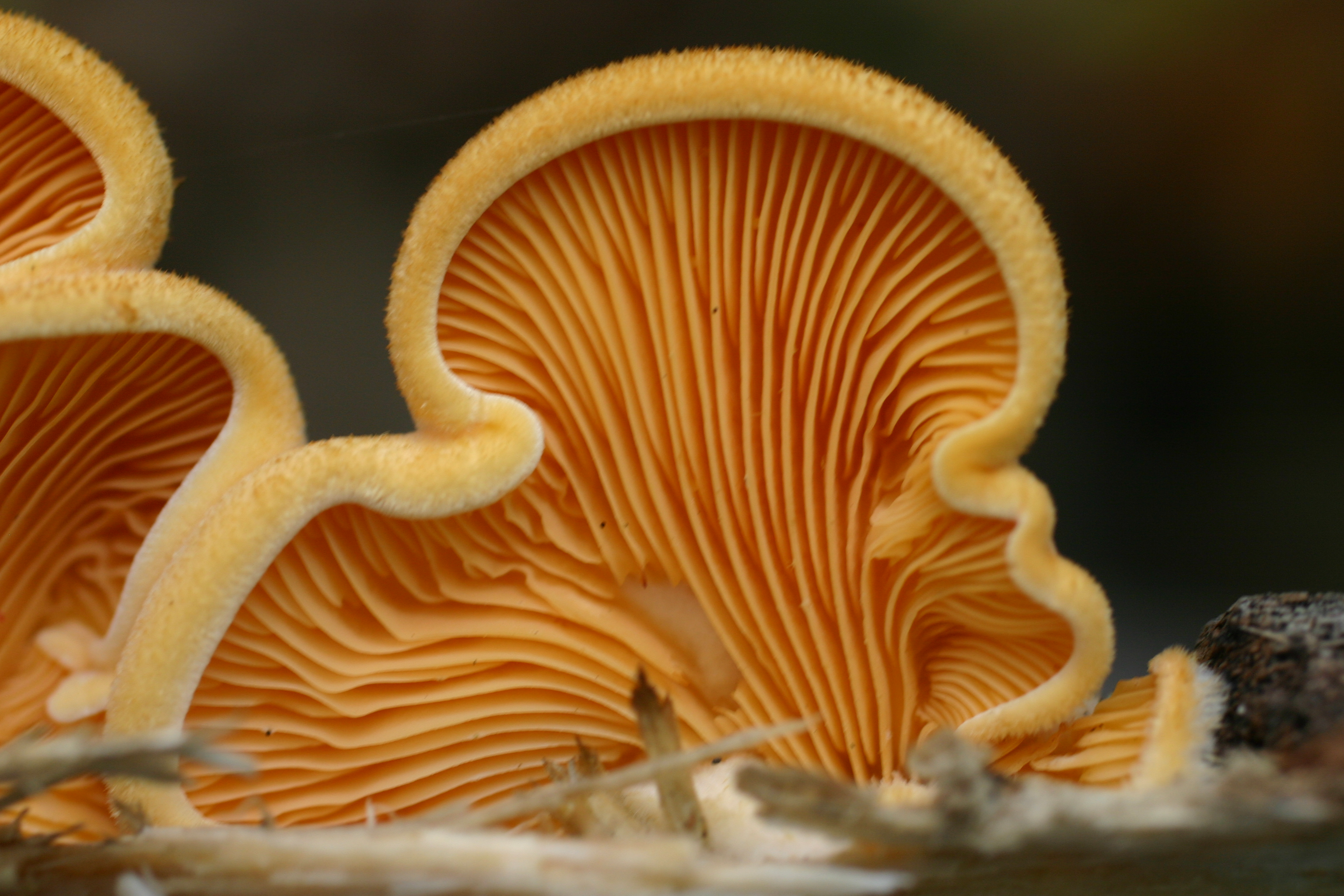
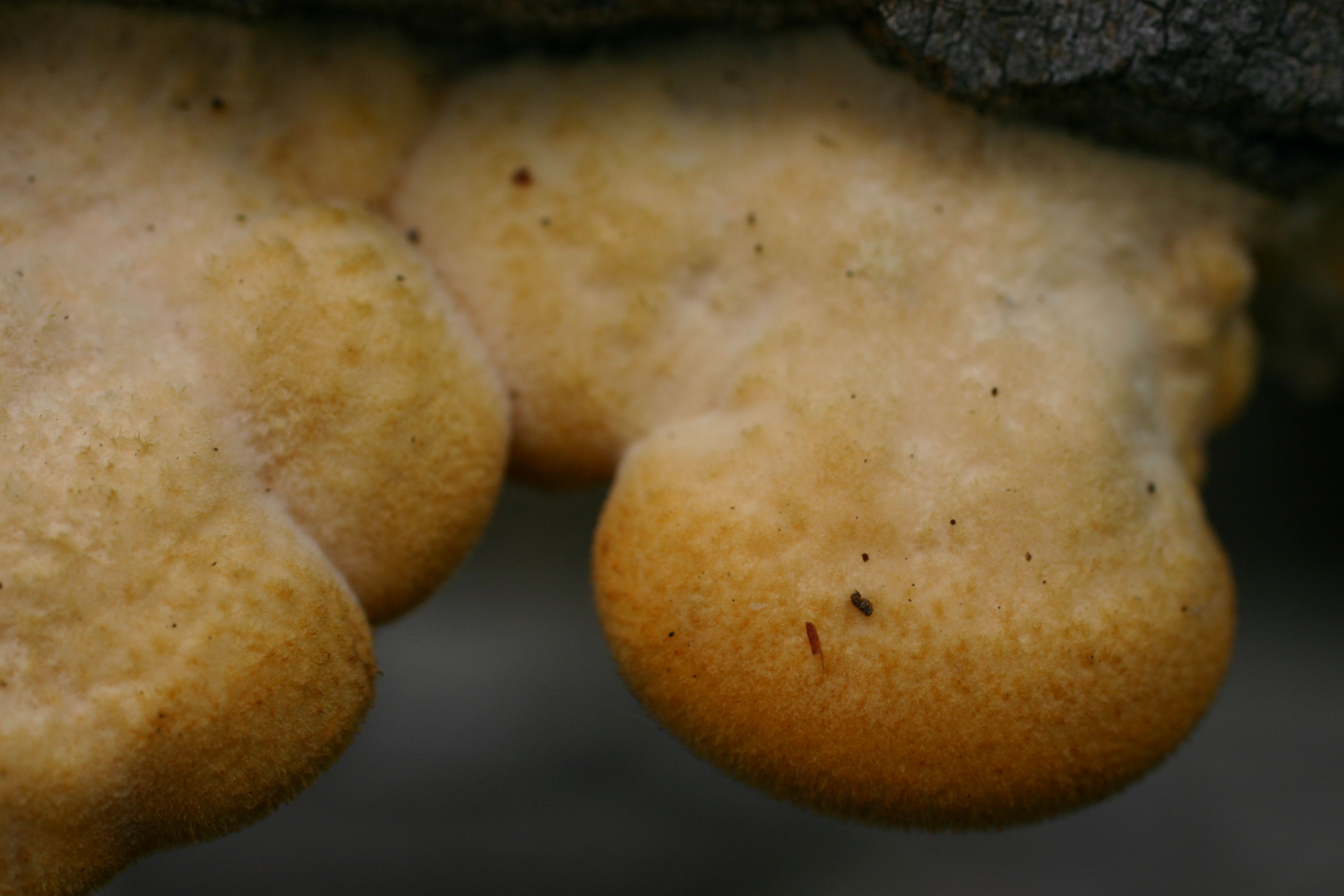
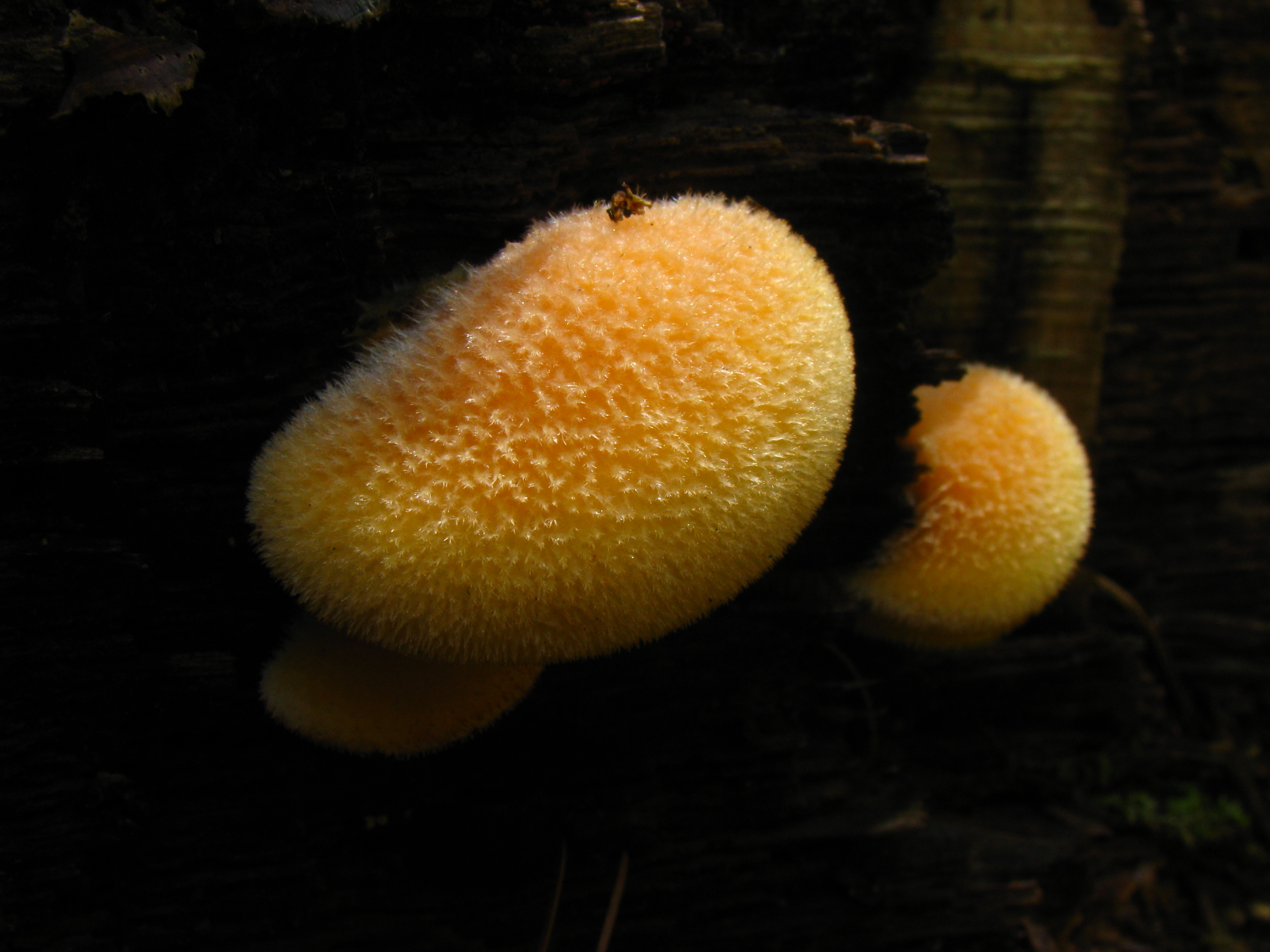
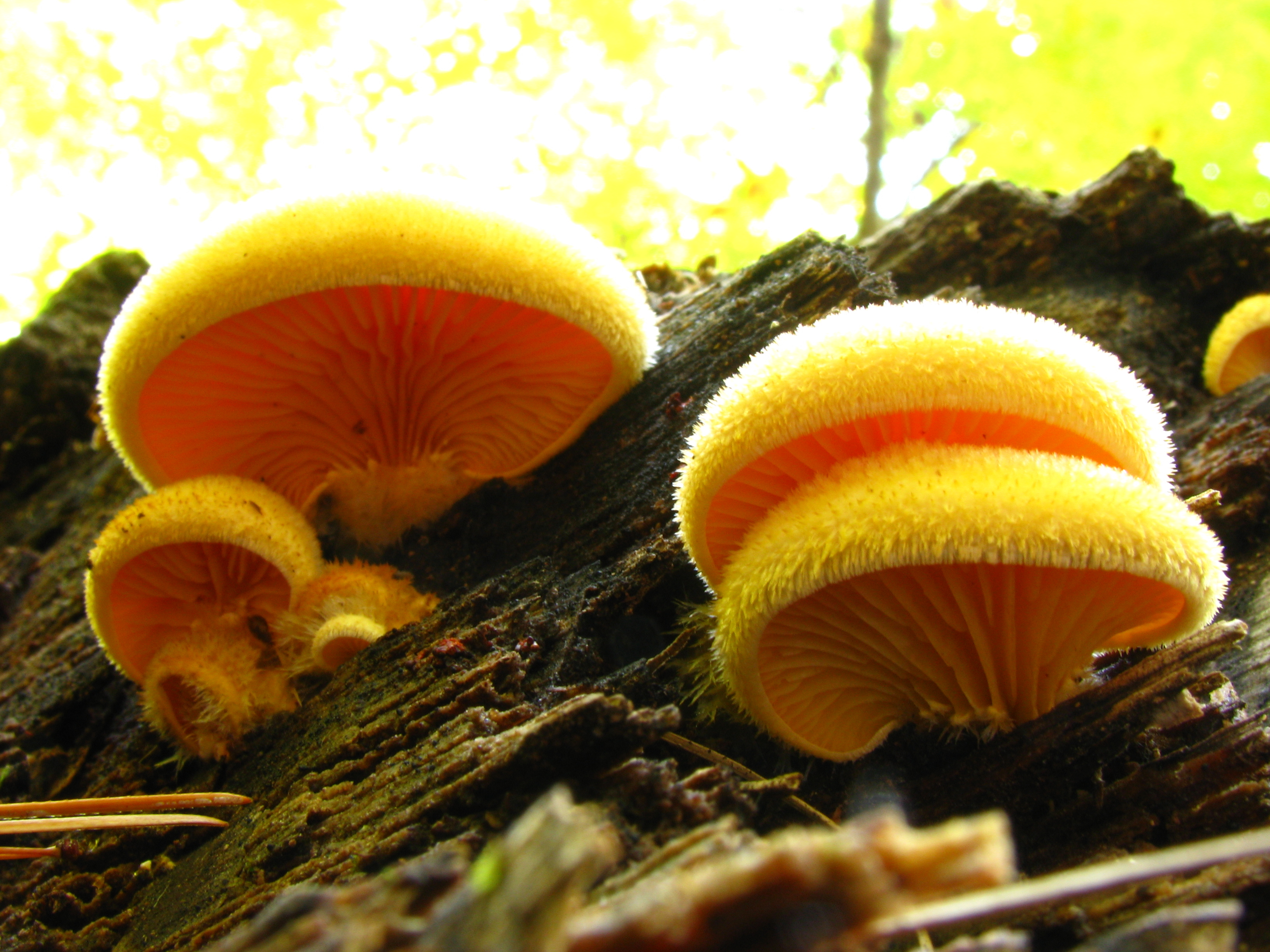
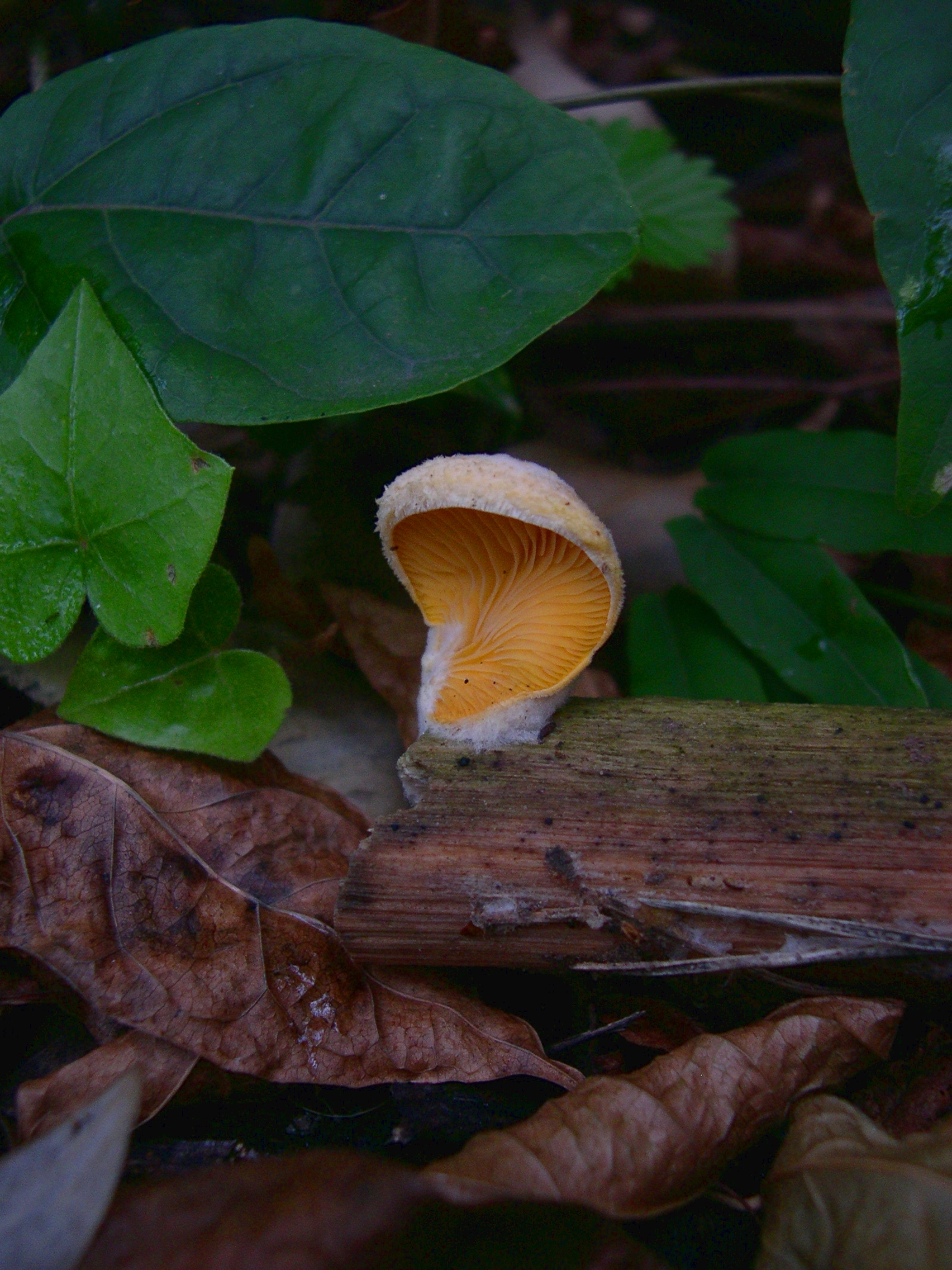
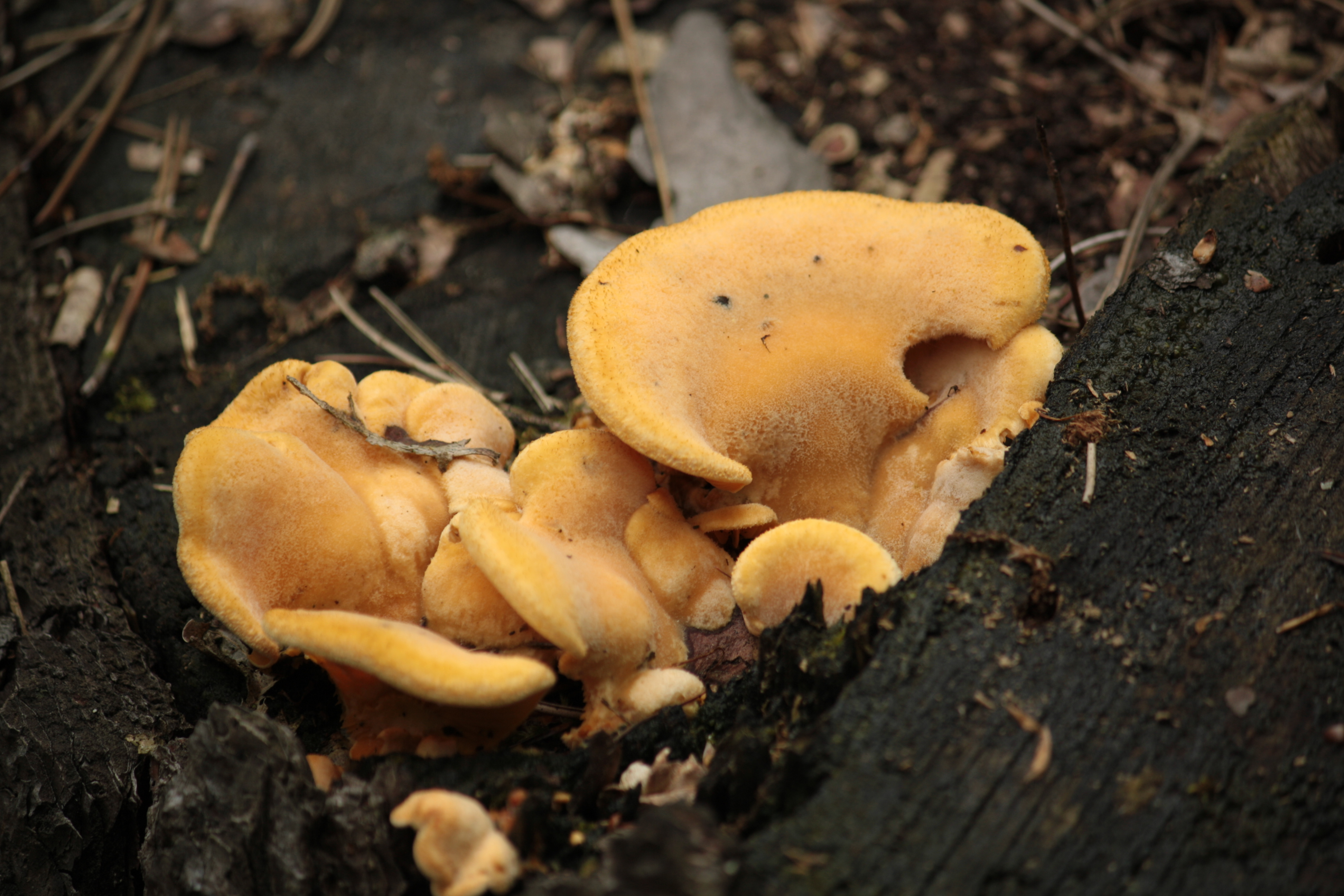